# Selección femenina de baloncesto de Escocia
La selección femenina de baloncesto de Escocia representa a Escocia en las competiciones internacionales de baloncesto femenino. Está regido por la Federación Escocesa de Baloncesto.

## Participaciones

### Juegos Olímpicos
| Año   | Resultado    | Pos.         | PJ           | PG           | PP           |
| ----- | ------------ | ------------ | ------------ | ------------ | ------------ |
| 1976  | No clasificó | No clasificó | No clasificó | No clasificó | No clasificó |
| 2020  | No clasificó | No clasificó | No clasificó | No clasificó | No clasificó |
| Total | 0 títulos    | 0/12         | 0            | 0            | 0            |

### Copa Mundial de Baloncesto Femenino
| Año   | Resultado      | Pos.           | PJ             | PG             | PP             |
| ----- | -------------- | -------------- | -------------- | -------------- | -------------- |
| 1953  | No clasificó   | No clasificó   | No clasificó   | No clasificó   | No clasificó   |
| 2018  | No clasificó   | No clasificó   | No clasificó   | No clasificó   | No clasificó   |
| 2022  | Por determinar | Por determinar | Por determinar | Por determinar | Por determinar |
| Total | 0 títulos      | 0/18           | 0              | 0              | 0              |

### Eurobasket
| Año    | Resultado        | Pos.           | PJ             | PG             | PP             |
| ------ | ---------------- | -------------- | -------------- | -------------- | -------------- |
| 1938   | No clasificó     | No clasificó   | No clasificó   | No clasificó   | No clasificó   |
| 1954   | No clasificó     | No clasificó   | No clasificó   | No clasificó   | No clasificó   |
| 1956   | Ronda preliminar | 16°            | 8              | 0              | 8              |
| 1958   | No clasificó     | No clasificó   | No clasificó   | No clasificó   | No clasificó   |
| / 2019 | No clasificó     | No clasificó   | No clasificó   | No clasificó   | No clasificó   |
| / 2021 | Por determinar   | Por determinar | Por determinar | Por determinar | Por determinar |
| Total  | 0 títulos        | 0/37           | 8              | 0              | 8              |